# واکروو
واکروو (به آلمانی: Wackerow) یک شهر در آلمان است که در فرپومرن-گرایفسوالد واقع شده‌است. واکروو ۱٬۳۶۰ نفر جمعیت دارد.